# Vén Duna (hajó)
A Vén Duna (ex. LV, ex. Szentendre, ex. Gulács) 1921-ben épített magyar személyhajó, melyet a DunaYacht Kft. üzemeltetett a Dunán sétahajóként 2010-2020 között.

## Története
Az eredetileg gőzüzemű csavaros személyhajót 1921-ben építették a Ganz és Tsa. Danubius Gép-, Waggon- és Hajógyár Rt.-nél az Al-Dunán hajózási vállalkozást működtető görög Sztathatosz testvérek számára. A vállalkozás azonban tönkrement, így helyette a hajót a másik öt testvérhajójával együtt a Magyar Folyam- és Tengerhajózási Rt. vásárolta meg, amely LV jelzéssel állította üzembe a Dunán. Az eredeti gőzgépe 260 LE teljesítményű volt. A második világháború kezdetéig főként a Budapest–Esztergom útvonalon közlekedett. 1941-től katonai feladatokra használták, főként a délvidéki Duna-szakaszon. A háború során, 1944-ben az óbudai Duna-ágban elsüllyedt.
A háború után, 1945-ben kiemelték és helyreállították. Ezután a Dunán üzemelt személyszállító gőzösként. 1966-ban az újpesti MAHART Hajójavító Üzemben felújították. A hajótestet kiszélesítették, a felépítményt átépítették és a gőzgépet Láng gyártmányú, 6 KNCR 80 típusú, 400 LE teljesítményű dízelmotorra cserélték. Az átalakítás nyomán a hajó 400 fő befogadóképességű lett. Az átépítés után átnevezték Szentendre névre, majd továbbra is a Dunán üzemelt személyhajóként.
1968-ban a Balatonra került. A tavon a hosszabb távú vonalakon (Siófok–Badacsony, Balatonkenese–Balatonföldvár) közlekedett, a Balaton legnagyobb hajói közé tartozott. A szintén a Balatonra került testvérhajóival, a Zebegénnyel és az Ercsivel együtt a 400 fős befogadóképessége után dunai 400-as néven is ismertek voltak ezek a hajók. Az 1970-es évek végén főgépcserén esett át, a Láng dízelmotort kelet-német, SKL gyártmányú 6NVD36A–1U dízelmotorra cserélték. 1991-ben újra átnevezték, ezúttal Gulács névre. 2004-ig használták a Balatonon, majd selejtezték. A főgépét akkor a BH–211-es elevátorhajóba építették be.
A hajót 2005-ben megvásárolta a DunaYacht Kft. és a Sión visszavontatták a Dunára. 2006–2010 között teljesen átépítették és modernizálták, visszakapta az SKL főgépét. A főfedélzetet kiszélesítették, egy részét ponyvával fedték. 2010-től ismét a Dunán állt üzembe sétahajóként Vén Duna néven.
Egészen 2020. elejéig járta az 1 órás városnéző sétákat, de sajnos a Covid mind a hajó, mind a cég sorsát megpecsételte azzal, hogy a turizmus hosszú időre leállt. A cég hajóit és egyéb eszközeit a Balatoni Sétahajózási Kft. vásárolta meg, aki a Dunai Sétahajózási Kft. megalapításával ezekkel kívánta megvetni a lábát a budapesti sétahajózási piacon. A hajóra készültek nagyszabású átépítési tervek, amelyek végül nem valósultak meg, a sétahajózást a Citadella nevű használt német hajóval, és a Balatonról áthozott Kisfaludy gőzös-replikával indították el. 
Így a funkció nélkül maradt 102 éves Vén Duna hajót elhanyagolt, de működőképes állapotban, és még 3 évig érvényes parti szemlével 2023. tavaszán egy fémhulladék kereskedőnek vasárban eladták, aki azt 2023. októberben szét is vágatta Révkomáromban.